# Haageocereus platinospinus
Haageocereus platinospinus ist eine Pflanzenart in der Gattung Haageocereus aus der Familie der Kakteengewächse (Cactaceae). Das Artepitheton platinospinus leitet sich von den lateinischen Worten platinum für ‚Silber‘  sowie spinus für ‚bedornt‘ ab und verweist auf die graue bis silbrige Bedornung.

## Beschreibung
Haageocereus platinospinus wächst mit mehreren kriechenden Trieben, die Durchmesser von 5 bis 8 Zentimeter erreichen. Es sind 13 bis 15 Rippen vorhanden auf denen sich ziemlich große, längliche Areolen befinden. Die hell- bis dunkelbraunen Dornen vergrauen im Alter oder werden silberweiß. Die ein bis vier kräftigen, pfriemlichen Mitteldornen sind bis zu 7 Zentimeter lang. Die zehn bis 13 Randdornen weisen eine Länge von bis zu 1,5 Zentimeter auf.
Die weißen Blüten erreichen eine Länge von bis zu 7 Zentimeter.

## Verbreitung, Systematik und Gefährdung
Haageocereus platinospinus ist in Peru in den Regionen Arequipa und Tacna in Höhenlagen von 800 bis 2650 Metern verbreitet.
Die Erstbeschreibung als Cereus platinospinus erfolgte 1931 durch Erich Werdermann und Curt Backeberg. Curt Backeberg stellte die Art 1936 in die Gattung Haageocereus. Weitere nomenklatorische Synonyme sind  Binghamia platinospina (Werderm & Backeb.) Werderm. (1937, unkorrekter Name ICBN-Artikel 11.4), Borzicactus platinospinus (Werderm. & Backeb.) Borg  (1937) und Echinopsis platinospina (Werderm. & Backeb.) Anceschi & Magli (2013).
In der Roten Liste gefährdeter Arten der IUCN wird die Art als „Least Concern (LC)“, d. h. als nicht gefährdet geführt.

## Nachweise